# Český lev 2009
Ceny České filmové a televizní akademie Český lev za rok 2009 byly vyhlášeny během slavnostního večera 6. března 2010 vysílaného v přímém přenosu na prvním programu České televize od 20 hodin, který moderoval Boleslav Polívka s Pavlem Liškou.
Vítězem se stal film Protektor, který získal 6 cen včetně těch nejdůležitějších, 3 ceny získal film 3 sezóny v pekle, dvě ceny za herce ve vedlejších rolích získala Kawasakiho růže. Nejlepším dokumentem byl vyhlášen snímek Zapomenuté transporty do Polska, svoji jedinou nominaci v kategorii nejlepší výtvarný počin proměnil loutkový film Na půdě aneb Kdo má dneska narozeniny? Jiřího Barty.
Nominace byly oznámeny během nominačního večera 6. února, který moderoval Jan Budař, zároveň bylo předáno několik vedlejších cen. Nominační večer přenášela v přímém přenosu Česká televize na svém druhém programu, o nominace se ucházelo rekordních 34 filmů a 13 dokumentů.
Nejvíce nominací získaly filmy 3 sezóny v pekle a Protektor (11), Kawasakiho růže má 9, Normal 3, po jedné pak filmy Na půdě aneb Kdo má dneska narozeniny? a Zemský ráj to na pohled.
Po několika letech poprvé chyběla Cena Sazky za nejlepší nerealizovaný scénář. Společnost Sazka se totiž rozhodla cenu dále nepodporovat.

## Hlavní ceny

### Nejlepší film
- Protektor (Milan Kuchynka, Pavel Strnad)
- 3 sezóny v pekle (Monika Kristl)
- Kawasakiho růže (Rudolf Biermann, Tomáš Hoffman)

### Nejlepší režie
- Marek Najbrt (Protektor)
- Tomáš Mašín (3 sezóny v pekle)
- Jan Hřebejk (Kawasakiho růže)

### Nejlepší scénář
- Robert Geisler, Benjamin Tuček, Marek Najbrt (Protektor)
- Tomáš Mašín (3 sezóny v pekle)
- Petr Jarchovský (Kawasakiho růže)

### Nejlepší kamera
- Karl Oskarsson (3 sezóny v pekle)
- Antonio Riestra (Normal)
- Miloslav Holman (Protektor)

### Nejlepší ženský herecký výkon v hlavní roli
- Jana Plodková (Protektor)
- Karolina Gruszka (3 sezóny v pekle)
- Lenka Vlasáková (Kawasakiho růže)

### Nejlepší mužský herecký výkon v hlavní roli
- Kryštof Hádek (3 sezóny v pekle)
- Martin Huba (Kawasakiho růže)
- Marek Daniel (Protektor)

### Nejlepší ženský herecký výkon ve vedlejší roli
- Daniela Kolářová (Kawasakiho růže)
- Klára Melíšková (Protektor)
- Tereza Voříšková (Zemský ráj to na pohled)

### Nejlepší mužský herecký výkon ve vedlejší roli
- Ladislav Chudík (Kawasakiho růže)
- Martin Huba (3 sezóny v pekle)
- Antonín Kratochvíl (Kawasakiho růže)

### Nejlepší střih
- Pavel Hrdlička (Protektor)
- Petr Turyna (3 sezóny v pekle)
- Vladimír Barák (Kawasakiho růže)

### Nejlepší zvuk
- Pavel Rejholec, Jakub Čech (3 sezóny v pekle)
- Pavel Rejholec, Marek Hart (Normal)
- Marek Hart, Tomáš Zůbek (Protektor)

### Nejlepší hudba
- Midi lidi (Protektor)
- Filip Jelínek (3 sezóny v pekle)
- Jan P. Muchow (Normal)

### Nejlepší výtvarný počin
- Jiří Barta (Na půdě aneb Kdo má dneska narozeniny?)
- Martin Kurel (3 sezóny v pekle)
- Ondřej Nekvasil (Protektor)

### Nejlepší dokument
- Zapomenuté transporty do Polska (Lukáš Přibyl)
- Občan Havel přikuluje (Jan Novák, Adam Novák)
- Vítejte v KLDR! (Linda Jablonská)

## Vedlejší ceny

### Dlouholetý umělecký přínos českému filmu
- Jana Brejchová

### Divácky nejúspěšnější film
- Líbáš jako Bůh

### Ceny vyhlášené na nominačním večeru

#### Cena Magnesia, Český lev za nejlepší zahraniční film
- Milionář z chatrče (Slumdog Millonaire)

#### Cena filmové kritiky - nejlepší hraný film
- Protektor

#### Cena filmové kritiky - nejlepší dokument
- Zapomenuté transporty do Polska

#### Nejlepší plakát
- Aleš Najbrt (Protektor)

#### Cena čtenářů filmového portálu Kinobox.cz
- Protektor

#### Cena pro legálně nejstahovanější film
- Sněženky a machři po 25 letech

## Nominační večer
Nominační večer se konal 6. února 2009 provázel jím Jan Budař. Dále vystupovali Petr Čtvrtníček, který vzpomenul 105. výročí narození Jana Wericha, Iva Pazderková, Zuzana Bydžovská, Anna Geislerová, Ester Kočičková, Lucie Váchová a další. Zpívala Tereza Černochová. V tradičním slovním duelu Českého lva se „utkali“ Bolek Polívka a Karel Roden.

## Večer vyhlašování cen
Slavnostní večer v sobotu 6. března 2010 moderoval Boleslav Polívka s Pavlem Liškou. Kromě hlavních cen byla předána také cena za dlouholetý umělecký přínos českému filmu, kterou získala Jana Brejchová a cena pro divácky nejúspěšnější film, kde uspěl film Líbáš jako Bůh Marie Poledňákové. Cenu za nemocnou Janu Brejchovou převzala její dcera Tereza Brodská.
Byly vyhlášeny také výsledky ankety o nejoblíbenějšího žijícího českého herce a herečku a o nejoblíbenější filmovou hlášku.
Jednotlivé ceny předávali Václav Riedlbauch, Jiří Schmitzer, Anna Polívková, Zdeněk Srstka, Jan Potměšil a další. Během večera vystoupila také skupina Kašpárek v rohlíku.
Během večera bylo představeno také několik předtočených scének, ve kterých Bolek Polívka s Pavlem Liškou hráli jakoby v jiných filmech, např. v Koljovi, Zapomenutém světle, Pelíškách apod.